# دوشیزه ستاره بین‌المللی
دوشیزه ستاره بین‌المللی (به انگلیسی: Miss Star International) مسابقه زیبایی زنان ترنس است. این مسابقه اولین بار در سال ۲۰۰۷ در مادرید برگزار شد و در سال ۲۰۱۰ به بارسلونا در کاتالونیای اسپانیا نقل مکان کرد. برنده یک تاج و جایزه دریافت می‌کند. در سال ۲۰۱۶ این مسابقه به دوشیزه ترنس ستاره بین‌المللی تغییر نام داد. در سال ۲۰۲۳ دوباره به دوشیزه ستاره بین‌المللی تغییر نام داد.
دوشیزه ستاره بین‌المللی حال وسو گلدن از نیجریه است.

## برندگان
| Year | Country    | Titleholder      | National Title                           | Venue              | Total      |            |
| ---- | ---------- | ---------------- | ---------------------------------------- | ------------------ | ---------- | ---------- |
| ۲۰۲۵ |            |                  |                                          |                    |            |            |
| ۲۰۲۴ | فیلیپین    | پاتریشیا پایومو  | Miss Star Philippines                    | سائو پائولو، برزیل | ۲۲         |            |
| ۲۰۲۳ | نیجریه     | وسو گلدن         | Miss Star Nigeria                        | بارسلون، اسپانیا   | ۲۳         |            |
| ۲۰۲۲ | نیکاراگوئه | تیفانی کلمن      | Miss Trans Nicaragua                     | بارسلون، اسپانیا   | ۲۸         |            |
| ۲۰۲۱ | برگزار نشد | برگزار نشد       | برگزار نشد                               | برگزار نشد         | برگزار نشد | برگزار نشد |
| ۲۰۲۰ | برگزار نشد | برگزار نشد       | برگزار نشد                               | برگزار نشد         | برگزار نشد | برگزار نشد |
| ۲۰۱۹ | آنگولا     | آوا سایمس        | Miss Trans Star Angola                   | بارسلون، اسپانیا   | ۲۵         |            |
| ۲۰۱۸ | تایلند     | کلچایا تانسیری   | Miss Trans Star Thailand                 | بارسلون، اسپانیا   | ۱۹         |            |
| ۲۰۱۷ | تایلند     | بیو کانیتنوم     | Miss Queen of Universe Beauties Thailand | بارسلون، اسپانیا   | 30         |            |
| ۲۰۱۶ | برزیل      | رافائلا مانفرینی | Miss Trans Star Brazil                   | بارسلون، اسپانیا   | 28         |            |
| ۲۰۱۵ | شیلی       | ونسا لوپز        | Miss Trans Star Chile                    | بارسلون، اسپانیا   | 25         |            |
| ۲۰۱۴ | برگزار نشد | برگزار نشد       | برگزار نشد                               | برگزار نشد         | برگزار نشد |            |
| ۲۰۱۳ | پورتوریکو  | جید گومز         | Miss Trans Star Puerto Rico              | 15                 |            |            |
| ۲۰۱۲ | روسیه      | لاوین هلندا      | Miss Trans Star Russia                   | ۱۶                 |            |            |
| ۲۰۱۱ | برگزار نشد | برگزار نشد       | برگزار نشد                               | برگزار نشد         | برگزار نشد | برگزار نشد |
| ۲۰۱۰ | سوئیس      | برونا ژنو        | Miss Trans Star Switzerland              | ۱۶                 |            |            |
| ۲۰۰۹ | برگزار نشد | برگزار نشد       | برگزار نشد                               | برگزار نشد         | برگزار نشد | برگزار نشد |
| ۲۰۰۸ | برگزار نشد | برگزار نشد       | برگزار نشد                               | برگزار نشد         | برگزار نشد | برگزار نشد |
| ۲۰۰۷ | اسپانیا    | کریستینی کوتو    | Miss Trans Spain                         | مادرید، اسپانیا    | ۹          |            |

### By number of wins
| Country/Territory | Titles | Winner Year |
| ----------------- | ------ | ----------- |
| تایلند            | ۲      | ۲۰۱۷, ۲۰۱۸  |
| فیلیپین           | ۱      | ۲۰۲۴        |
| نیجریه            | ۱      | ۲۰۲۳        |
| نیکاراگوئه        | ۱      | ۲۰۲۲        |
| آنگولا            | ۱      | ۲۰۱۹        |
| برزیل             | ۱      | ۲۰۱۶        |
| شیلی              | ۱      | ۲۰۱۵        |
| پورتوریکو         | ۱      | ۲۰۱۳        |
| روسیه             | ۱      | ۲۰۱۲        |
| سوئیس             | ۱      | ۲۰۱۰        |
| اسپانیا           | ۱      | ۲۰۰۷        |

## نفرات دوم
| Year | 1st Runners-up                   | 2nd Runners-up               | 3rd Runners-up         |
| ---- | -------------------------------- | ---------------------------- | ---------------------- |
| ۲۰۲۳ | Erich Alfaro · استرالیا          | Reyna Morocho · اکوادور      | Not awarded            |
| ۲۰۲۲ | Ivana Díaz · مکزیک               | Sofía Colmenares · ونزوئلا   | Not awarded            |
| ۲۰۱۹ | Victória Fernandes · برزیل       | Walinpan Anuntasilp · تایلند | Not awarded            |
| ۲۰۱۸ | Shantell D´ Marco · کوبا         | Maria Rivera · فیلیپین       | Not awarded            |
| ۲۰۱۷ | Tiana Vasek · آرژانتین           | Elian Nesiel · اسرائیل       | Not awarded            |
| ۲۰۱۶ | تالین ابو حنا · اسرائیل          | Kamila Castaneda · کلمبیا    | Not awarded            |
| ۲۰۱۵ | Aleika Sandra · یونان            | Atina Lima · ایتالیا         | Not awarded            |
| ۲۰۱۳ | Amatista de la Spirella · کلمبیا | Fadiana Alves · مصر          | Lady Mar GomeZ · مکزیک |
| ۲۰۱۲ | Bianca Gold · آنگولا             | Ivette Montello · هاوایی     | Not awarded            |
| ۲۰۱۰ | Kalena Rios · برزیل              | Victoria Garcia · اسپانیا    | Not awarded            |
| ۲۰۰۷ | Cristini Couto · برزیل           | ناشناس                       | Not awarded            |